# Ellen Hogerwerf
Elisabeth Wilhelmina "Ellen" Hogerwerf (født 10. februar 1989) er en hollandsk roer.
Hun deltog for Holland i dobbeltsculler ved OL 2012 i London sammen med Inge Janssen, og den hollandske båd blev nummer fire i sit indledende heat og nummer fem i opsamlingsheatet. Hollænderne var dermed i B-finalen, hvor de blev nummer to og dermed endte på en samlet ottendeplads.
Hun repræsenterede desuden Nederland under OL 2016 i Rio de Janeiro, denne gang i otteren. Båden blev nummer to i sit indledende heat og var dermed i finalen. Her blev hollænderne nummer seks og sidst.
Ved OL 2020 i Tokyo (afholdt 2021) deltog hun i firer uden styrmand. Hollænderne vandt deres indledende heat i sikker stil, og finalen blev en tæt kamp mellem dem og den australske båd, der endte med at vinde guld i tiden 6.15,37 minutter (forbedring af deres olympiske rekord fra indledende heat), mens hollænderne med 6.15,71 sikrede sig sølv foran irerne med 6.20,46. Den øvrige besætning i den hollandske båd bestod af Karolien Florijn, Ymkje Clevering og Veronique Meester.